# Запольки (Ленинградская область)
Запо́льки — упразднённая деревня на территории Колтушского городского поселения Всеволожского района Ленинградской области. В настоящее время является северо-восточной частью деревни Кирполье.

## История
Упоминается как деревня Заполье на карте Санкт-Петербургской губернии Ф. Ф. Шуберта 1834 года северо-восточнее деревни Кирицкое Поле.
Как Заполье обозначена и на Плане генерального межевания Шлиссельбургского уезда.

ЗАПОЛЬЕ — деревня Ведомства государственного имущества, по просёлкам, 6 дворов, 20 душ м. п. (1856 год)

Число жителей деревни по X-ой ревизии 1857 года: 22 м. п., 19 ж. п..
В 1860 году в деревне было 5 дворов.

ЗАПОЛЕК — деревня казённая при колодцах; 5 дворов, жителей 24 м. п., 16 ж. п. (1862 год)

Согласно подворной переписи 1882 года в деревне проживали 12 семей, число жителей: 43 м. п., 32 ж. п., лютеране: 25 м. п., 18 ж. п., разряд крестьян — государственные, водворённые на собственной земле, а также пришлого населения 7 семей, в них: 14 м. п., 15 ж. п., лютеране: 11 м. п., 13 ж. п..

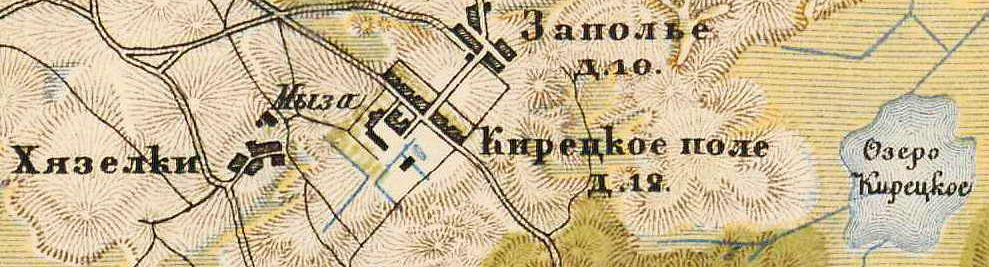
План деревень Заполье, Хязельки и Кирицкое Поле. 1885 год

В 1885 году, согласно карте окрестностей Петербурга деревня насчитывала 10 дворов.

ЗАПОЛЬКИ — деревня бывшая государственная Дубровской волости при речке Чёрной, дворов — 17, жителей — 68; Лавка. (1885 год).

По данным Материалов по статистике народного хозяйства в Шлиссельбургском уезде от 1885 года, 9 крестьянских дворов в деревне (или 75 % всех дворов), занимались молочным животноводством.
В 1893 году, согласно карте Шлиссельбургского уезда, деревня Запольки насчитывала 16 крестьянских дворов.

ЗАПОЛЬКИ (БОГАГАЙ) — деревня на земле Запольского сельского общества при просёлочной дороге, 16 дворов, 58 м. п., 47 ж. п., всего 105 чел.; смежна с владельческой усадьбой Ухина и деревней Кирицкое поле.
(1896 год)

В конце XIX — начале XX века деревня административно относилась к Колтушской волости 2-го стана Шлиссельбургского уезда Санкт-Петербургской губернии.
В 1905 году владельцем имения Богагай (на картах обозначалась как Багагай) был купец Мель Иосиф Карлович.
Согласно церковным регистрационным книгам Колтушского лютеранского прихода 1900-х—1920-х годов деревни Запольки и Багагай учитывались отдельно.

ЗАПОЛЬКИ — деревня Канистского сельсовета Ленинской волости, 34 двора, 177 душ.

Из них: русских — 14 дворов, 75 душ; финнов-ингерманландцев — 20 дворов, 102 души. (1926 год)

По административным данным 1933 года деревня Запольки относилась к Колтушскому финскому национальному сельсовету.
В 1938 году население деревни составляло 148 человек.

ЗАПОЛЬКИ — деревня Колтушского сельсовета, 186 чел. (1939 год)

План деревни Запольки. 1939 год

Согласно топографической карте 1939 года деревня Запольки насчитывала 23 двора и школу.
В 1940 году деревня насчитывала 25 дворов, население деревни составляло 186 человек.
На рубеже 1940-х годов деревня Кирполье фактически поглотила Запольки.
До 1942 года — место компактного проживания ингерманландских финнов.
С 1952 года — в составе деревни Кирполье.
Объектов промышленности и сельского хозяйства нет, ведётся активное коттеджное строительство.

## Административное подчинение
- с 1 марта 1917 года — в Хязельском сельсовете Колтушской волости Шлиссельбургского уезда.
- с 1 февраля 1923 года — в Хязельском сельсовете Ленинской волости Ленинградского уезда.
- с 1 августа 1927 года — в Коннистском сельсовете Ленинского района Ленинградского округа.
- с 1 июля 1930 года — в Коннистском сельсовете Ленинградского Пригородного района.
- с 1 августа 1931 года — в Колтушском сельсовете.
- с 1 августа 1936 года — в Колтушском сельсовете Всеволожского района
- с 1 января 1952 года — в составе деревни Кирецкое Поле[21].